# 赵光胤
赵光胤（？—925年），他是五代十国后唐大臣，京兆府奉天（乾县）人。
赵隐之子，赵光逢、赵光裔弟，唐朝大順二年（891年）进士出身，有清雅之名。天祐初，累官至駕部郎中。后唐庄宗同光元年（923年），为中书侍郎同中书门下平章事，为人武断自负。后唐开国制度多由其草创，死后赠尚书左仆射。